# Ronde van Emilia 2023
De wielerwedstrijd Ronde van Emilia vond in 2023 plaats op 30 september. Er vond zowel een mannen- als een vrouweneditie plaats.

## Mannen
Bij de mannen vond de 106e editie plaats van deze wedstrijd en die eindigde traditioneel op de klim naar het Santuario Madonna di San Luca in Bologna. De wedstrijd maakte deel uit van de UCI ProSeries 2023, in de categorie 1.Pro. In 2022 won de Spanjaard Enric Mas. Hij werd opgevolgd door de Sloveen Primož Roglič, die de wedstrijd voor de derde keer wist te winnen.

### Uitslag
| Plaats  | Naam              | Ploeg                   | Tijd     |
| ------- | ----------------- | ----------------------- | -------- |
| Winnaar | Primož Roglič     | Jumbo-Visma             | 4u49'44" |
| 2       | Tadej Pogačar     | UAE Team Emirates       | + 1"     |
| 3       | Simon Yates       | Team Jayco AlUla        | z.t.     |
| 4       | Enric Mas         | Movistar Team           | + 4"     |
| 5       | Michael Woods     | Israel-Premier Tech     | z.t.     |
| 6       | Aleksandr Vlasov  | BORA-hansgrohe          | + 6"     |
| 7       | Richard Carapaz   | EF Education-EasyPost   | + 9"     |
| 8       | Giulio Ciccone    | Lidl-Trek               | + 15"    |
| 9       | Adam Yates        | UAE Team Emirates       | + 42"    |
| 10      | Warren Barguil    | Arkéa-Samsic            | + 58"    |
|         |                   |                         |          |
| 13      | Tiesj Benoot      | Jumbo-Visma             | + 1'08"  |
| 52      | Etienne van Empel | Corratec - Selle Italia | + 6'10"  |

## Vrouwen
De tiende vrouweneditie van de Ronde van Emilia maakte deel uit van de UCI Women's ProSeries 2023. In 2022 won de Italiaanse Elisa Longo Borghini. Zij werd opgevolgd door de Deense Cecilie Uttrup Ludwig, die in 2020 ook al wist te winnen. Voor het eerst moesten de vrouwen twee keer de San Luca beklimmen.

### Uitslag
| Plaats  | Naam                  | Ploeg         | Tijd     |
| ------- | --------------------- | ------------- | -------- |
| Winnaar | Cecilie Uttrup Ludwig | FDJ-Suez      | 2u36'21" |
| 2       | Marta Cavalli         | FDJ-Suez      | + 5"     |
| 3       | Juliette Labous       | DSM-Firmenich | + 16"    |
| 4       | Gaia Realini          | Lidl-Trek     | + 28"    |
| 5       | Ane Santesteban       | Jayco AlUla   | + 32"    |
| 6       | Liane Lippert         | Movistar      | + 38"    |
| 7       | Sofia Bertizzolo      | UAE Team ADQ  | + 47"    |
| 8       | Évita Muzic           | FDJ-Suez      | + 50"    |
| 9       | Erica Magnaldi        | UAE Team ADQ  | + 1'12"  |
| 10      | Urška Žigart          | Jayco AlUla   | + 1'20"  |
|         |                       |               |          |
| 15      | Loes Adegeest         | FDJ-Suez      | + 2'02"  |

Ronde van San Juan ·
Ronde van Valencia ·
Clásica de Almería ·
Ronde van Oman ·
Ronde van de Algarve ·
Ruta del Sol ·
Faun Ardèche Classic ·
La Drôme Classic ·
Kuurne-Brussel-Kuurne ·
Trofeo Laigueglia ·
Milaan-Turijn ·
Nokere Koerse ·
GP Denain ·
Bredene Koksijde Classic ·
GP Industria & Artigianato-Larciano ·
Grote Prijs Miguel Indurain ·
Scheldeprijs ·
Brabantse Pijl ·
Ronde van de Alpen ·
Grote Prijs van Plumelec ·
Tro Bro Léon ·
Ronde van Hongarije ·
Vierdaagse van Duinkerke ·
Boucles de la Mayenne ·
Ronde van Noorwegen ·
Brussels Cycling Classic ·
Dwars door het Hageland ·
Ster ZLM Tour ·
Ronde van België ·
Ronde van Slovenië ·
Ronde van het Qinghaimeer ·
Ronde van Wallonië ·
Ronde van Burgos ·
Ronde van Denemarken ·
Arctic Race of Norway ·
Ronde van Duitsland ·
Maryland Cycling Classic ·
Ronde van Groot-Brittannië ·
Grote Prijs van Fourmies ·
Grote Prijs van Wallonië ·
Coppa Sabatini ·
Super 8 Classic ·
Ronde van het Taihu-meer ·
Ronde van Luxemburg ·
Circuit Franco-Belge ·
Ronde van Langkawi ·
Ronde van Emilia ·
Coppa Bernocchi ·
Ronde van de Drie Valleien ·
Ronde van het Münsterland ·
Ronde van Piemonte ·
Ronde van Hainan ·
Parijs-Tours ·
Ronde van Veneto ·
Japan Cup ·
Veneto Classic
Wielerweek van Valencia · 
Nokere Koerse · 
Dwars door Vlaanderen · 
Brabantse Pijl · 
Festival Elsy Jacobs · 
Clásica Féminas de Navarra · 
Ronde van Thüringen · 
Ronde van Emilia
1909 · 1910 · 1911 · 1912 · 1913 · 1914 · 1915 · 1916 · 1917 · 1918 · 1919 · 1920 · 1921 · 1922 · 1923 · 1924 · 1925 · 1926 · 1927 · 1928 · 1929 · 1930 · 1931 · 1932 · 1933 · 1934 · 1935 · 1936 · 1937 · 1938 · 1939 · 1940 · 1941 · 1942 · 1943 · 1944 · 1945 · 1946 · 1947 · 1948 · 1949 · 1950 · 1951 · 1952 · 1953 · 1954 · 1955 · 1956 · 1957 · 1958 · 1959 · 1960 · 1961 · 1962 · 1963 · 1964 · 1965 · 1966 · 1967 · 1968 · 1969 · 1970 · 1971 · 1972 · 1973 · 1974 · 1975 · 1976 · 1977 · 1978 · 1979 · 1980 · 1981 · 1982 · 1983 · 1984 · 1985 · 1986 · 1987 · 1988 · 1989 · 1990 · 1991 · 1992 · 1993 · 1994 · 1995 · 1996 · 1997 · 1998 · 1999 · 2000 · 2001 · 2002 · 2003 · 2004 · 2005 · 2006 · 2007 · 2008 · 2009 · 2010 · 2011 · 2012 · 2013 · 2014 · 2015 · 2016 · 2017 · 2018 · 2019 · 2020 · 2021 · 2022 · 2023 · 2024